# Mário Silva (artista plástico)
Mário Silva (Coimbra, 29 de novembro de 1929 — Coimbra, 10 de setembro de 2016) foi um artista plástico português, premiado várias vezes pelo seu trabalho no domínio da pintura.
Foi cofundador, juntamente com Rui Emílio Vilar, do Círculo de Artes Plásticas de Coimbra (CAPC), em 1958, a primeira instituição nacional dedicada à promoção da arte contemporânea.

## Biografia
Mário Silva nasceu em Bencata, no município de Coimbra, no dia 29 de novembro de 1929. Matriculou-se em Engenharia na Faculdade de Engenharia da Universidade de Coimbra, tendo abandonado os estudos em finais do curso para se dedicar à pintura, com incursões na cerâmica, escultura, arte pública monumental e artes gráficas.
Os seus trabalhos fazem parte de várias coleções privadas e públicas de renome, nacional e internacional. Autor de uma obra genial, é, além de um grande artista, um revolucionário nato, sempre insatisfeito e capaz de surpreender a cada época. Foi sem dúvida um dos nomes grandes da pintura contemporânea nacional.
Mário Silva está representado em vários museus, galerias e coleções privadas nacionais, e em museus de arte moderna e contemporânea estrangeiros, como os do Rio de Janeiro, São Paulo, Boston, Anchorage, Amsterdão, Montecatini, Estocolmo.
Foi membro efetivo, até à sua morte, da Academia de Arte e Ciência "500 di Roma", da Academia Real de Belas Artes de Haia (Holanda, 1963) e da Academia Internacional de Basileia (Burckhardt, Suíça 1980).
Faleceu em Coimbra, no dia 10 de setembro de 2016, aos 86 anos, sendo posteriormente transladado para a Figueira da Foz, a sua terra adotiva, onde foi cremado.

## Honrarias
- 2006 — Medalha de Mérito Cultural da Cidade, atribuída pela autarquia de Coimbra.[5]
- 2007 — Medalha de Mérito Cultural, atribuída pelo Ministério da Cultura.[5][6]
- 2009 — Prémio Carreira, atribuído pela Bienal Internacional de Arte Contemporânea de Florença (Itália).[5]